# Episodi di C'era una volta (quinta stagione)
La quinta stagione della serie televisiva C'era una volta, composta da 23 episodi, è stata trasmessa negli Stati Uniti per la prima volta dall'emittente ABC dal 27 settembre 2015 al 15 maggio 2016.
In Italia la stagione è andata in onda sul canale satellitare Fox dal 29 gennaio al 17 giugno 2016. Viene trasmessa in chiaro su Rai 4 dal 27 gennaio 2017.
la quinta stagione è divisa nettamente in tre parti: la prima parte (episodi 1-11), viene trasmessa dal 27 settembre fino al 6 dicembre. Nuovi personaggi e nuove ambientazioni vengono ulteriormente introdotti: il regno di Camelot, il personaggio di Merida direttamente dal lungometraggio Disney Pixar, Ribelle - The Brave, i personaggi di Re Artù e dei Cavalieri della Tavola Rotonda, Ginevra, Merlino. La seconda parte (episodi 12-21) viene trasmessa dal 6 marzo fino all'8 maggio. Ci sarà il ritorno sulla scena di Cora, Peter Pan, la Strega Cieca, Crudelia De Mon, Milah,  Cassidy, Gaston, Liam Jones e il re Henry, mentre introdurrà come tema principale la mitologia greca, con nuovi personaggi come Ade, Hercules e Megara e il viaggio nell'Oltretomba come sfondo alle vicende.
Gli episodi finali (episodi 22-23) vengono trasmessi il 15 maggio.
Durante questa stagione vengono promossi per il cast principale Sean Maguire e Rebecca Mader, mentre gli antagonisti principali sono: Re Artù, Emma e Killian nei panni dei Signori Oscuri nella prima parte e Ade nella seconda.
| nº            | Titolo originale      | Titolo italiano           | Prima TV USA      | Prima TV Italia  |
| Prima parte   | Prima parte           | Prima parte               | Prima parte       | Prima parte      |
| ------------- | --------------------- | ------------------------- | ----------------- | ---------------- |
| 1             | The Dark Swan         | La Signora Oscura         | 27 settembre 2015 | 29 gennaio 2016  |
| 2             | The Price             | Il prezzo                 | 4 ottobre 2015    | 29 gennaio 2016  |
| 3             | Siege Perilous        | Il seggio periglioso      | 11 ottobre 2015   | 5 febbraio 2016  |
| 4             | The Broken Kingdom    | Il regno spezzato         | 18 ottobre 2015   | 12 febbraio 2016 |
| 5             | Dreamcatcher          | Acchiappasogni            | 25 ottobre 2015   | 19 febbraio 2016 |
| 6             | The Bear and the Bow  | L'orso e l'arco           | 1º novembre 2015  | 26 febbraio 2016 |
| 7             | Nimue                 | Nimue                     | 8 novembre 2015   | 4 marzo 2016     |
| 8             | Birth                 | Nascita                   | 15 novembre 2015  | 11 marzo 2016    |
| 9             | The Bear King         | Il re orso                | 15 novembre 2015  | 18 marzo 2016    |
| 10            | Broken Heart          | Cuore spezzato            | 29 novembre 2015  | 25 marzo 2016    |
| 11            | Swan Song             | Un uomo migliore          | 6 dicembre 2015   | 1º aprile 2016   |
| Seconda parte |                       |                           |                   |                  |
| 1             | Souls of the Departed | Le anime dei defunti      | 6 marzo 2016      | 8 aprile 2016    |
| 2             | Labor of Love         | Fatiche d'amore           | 13 marzo 2016     | 15 aprile 2016   |
| 3             | Devil's Due           | Debito con il diavolo     | 20 marzo 2016     | 22 aprile 2016   |
| 4             | The Brothers Jones    | I fratelli Jones          | 27 marzo 2016     | 29 aprile 2016   |
| 5             | Our Decay             | Le nostre rovine          | 3 aprile 2016     | 6 maggio 2016    |
| 6             | Her Handsome Hero     | Il suo aitante eroe       | 10 aprile 2016    | 13 maggio 2016   |
| 7             | Ruby Slippers         | Le scarpette di Ruby      | 17 aprile 2016    | 20 maggio 2016   |
| 8             | Sisters               | Sorelle                   | 24 aprile 2016    | 27 maggio 2016   |
| 9             | Firebird              | Il vero amore             | 1º maggio 2016    | 3 giugno 2016    |
| 10            | Last Rites            | Gli ultimi riti           | 8 maggio 2016     | 10 giugno 2016   |
| Parte Finale  |                       |                           |                   |                  |
| 1             | Only You              | Solo tu                   | 15 maggio 2016    | 17 giugno 2016   |
| 2             | An Untold Story       | Una storia mai raccontata | 15 maggio 2016    | 17 giugno 2016   |

## La Signora Oscura
- Titolo originale: The Dark Swan
- Diretto da: Ron Underwood
- Scritto da: Edward Kitsis e Adam Horowitz
- Eventi riguardanti: Emma Swan/la Signora Oscura

### Trama
Minneapolis, Minnesota, 1989. La piccola Emma è al cinema con altri bambini dell’orfanotrofio per la proiezione del film “La spada nella roccia”. Qui Emma ruba dal cappotto di una donna un dolcetto, ma viene sorpresa da un usciere, che, stranamente, sembra conoscerla molto bene, il quale la avverte di non commettere mai cattivi gesti, neanche se a fin di bene. Inoltre l’uomo profetizza alla bambina che, prima o poi, lei avrà la possibilità di estrarre Excalibur dalla roccia, ma non dovrà assolutamente farlo. Così com'è apparso, l'usciere scompare.
Camelot, passato. Artù, insieme ai suoi due fedeli cavalieri, Sir Lancillotto e Sir Percival, sta per estrarre Excalibur dalla roccia, seguendo la profezia di Merlino che vede Artù destinato al trono di un regno diviso che lui riunirà, da tutti creduto Camelot, e assiste alla morte di Sir Kay, polverizzato dal potere della spada perché non degno di estrarla. Artù estrae Excalibur, ma nota che l’arma manca della punta; per non danneggiare la sua immagine davanti al popolo, Artù tiene nascosta la cosa al regno e si mette in cerca della parte mancante, che si scopre essere la lama del Pugnale del Signore Oscuro.
Storybrooke, presente. Emma è appena stata assorbita dall’Oscurità, e Uncino tenta di richiamarla a sé con il Pugnale dell’Oscuro, ma la donna non risponde all’ordine, facendo intendere che Emma non sia più nel mondo reale. Gli eroi si rivolgono all’Apprendista il quale, in punto di morte, spiega loro che Emma è nella Foresta Incantata, laddove l’Oscurità è stata prodotta, e dona loro la sua bacchetta per aprire un portale e raggiungerla, dopodiché l’anziano esala il suo ultimo respiro. L’oggetto, per funzionare, richiede una dose in egual misura di Magia Bianca e Oscura, e, poiché Regina è ormai passata dalla parte degli eroi, serve la perfidia di Zelena per equilibrare l’incantesimo. Nonostante l'opposizione di Regina, Uncino e Henry si adoperano per far evadere Zelena dal reparto di psichiatria, ma prima per tenerla sotto controllo Uncino intende strapparle il cuore. Il piano di Uncino, però, non riesce in quanto Zelena ha un Incantesimo di Protezione sul suo cuore, la Strega riesce quindi a ritorcersi contro il pirata, e liberatasi dal bracciale di Cora che neutralizza la sua magia scappa. Zelena prende in ostaggio Robin per farsi consegnare da Regina la Bacchetta dell’Apprendista con cui poter tornare a Oz per crescere il suo bambino da sola. L'apertura del varco, però, richiede un grande sforzo fisico e Regina ne approfitta per ammanettarla di nuovo. Intanto, la Madre Superiora dona a Belle di una rosa fatata, i cui petali contrassegnano la vita rimasta nel comatoso Gold. Gli eroi si rifugiano nel locale di Granny, qui Regina, con la copertina in cui fu avvolta Emma da neonata, riesce a indirizzare il portale verso la Foresta Incantata, e tutti i presenti, tra cui Mary Margaret, David, Regina, Belle, Uncino, Robin, Henry, Zelena, Granny e Leroy, vengono investiti dal tornado scatenato dal portale.
Foresta Incantata, presente. Emma emerge dalla cripta del Signore Oscuro e inizia a essere perseguitata dall’Oscurità, che assume le sembianze di Tremotino, visibile solo a lei. Emma deve ritrovare Merlino a Camelot, perciò Tremotino le suggerisce di catturare un Fuoco Fatuo, spiritello che può guidare verso il proprio destino. Nel tragitto, Emma si scontra con Merida, un’abile arciera dai folti capelli rossi che ha bisogno anch'essa del Fuoco Fatuo per sapere come salvare i suoi tre fratelli minori: infatti dopo la dipartita del Re Fergus, padre di Merida, quest’ultima è stata incoronata Regina di DunBroch, ma, non tollerando una donna come loro guida, i clan del reame hanno rapito i tre principi per spingerla abdicare. Merida cattura per sé il Fuoco Fatuo, ma, notando la disperazione di Emma, la indirizza per la Collina delle Rocce, in cui potrà trovare altri Fuochi Fatui. Tuttavia, dopo aver origliato un dialogo mentale tra Emma e Tremotino, Merida scappa. Emma la insegue e, istigata dall’Oscurità, sta per sgretolarle il cuore. Grazie all’arrivo dei genitori e degli amici nella Foresta Incantata e alle parole di Uncino, Emma desiste dall’uccidere Merida, che può dunque riprendere il suo viaggio. Confortata dall'amore della sua famiglia Emma affida il Pugnale dell’Oscuro a Regina, l'unica, tra le persone di cui si fida di più, che sarà in grado di mettere da parte i sentimentalismi e fare ciò che deve in caso di situazioni estreme. Poco dopo, arriva Re Artù, che dà un caldo benvenuto al gruppo, svela che la li aspettavano in quanto la loro venuta era stata preannunciata anni prima da Merlino, e li conduce all'entrata di Camelot.
Storybrooke, 6 settimane dopo. La compagnia si risveglia da Granny, di nuovo a Storybrooke, con indosso degli abiti regali, ma carente dei ricordi del soggiorno a Camelot. D’un tratto, tra lo stupore generale, appare Emma, definitivamente diventata la nuova Signora Oscura, che giura di punire tutti loro per aver fallito nel salvarla dall’Oscurità.
- Guest star: Lee Arenberg (Leroy/Brontolo), Beverley Elliott (vedova "Granny" Lucas/Nonna), Liam Garrigan (Re Artù), Andrew Jenkins (Sir Percival), Elliot Knight (usciere del cinema), Amy Manson (Merida), Keegan Connor Tracy (Madre Superiora/Fata Turchina), Sinqua Walls (Lancillotto), Timothy Webber (Apprendista Stregone).
- Altri interpreti: Gabe Khouth (Tom Clark/Eolo), David-Paul Grove (Dotto), Faustino Di Bauda (Pisolo), Michael Coleman (Gongolo), Lee Majdoub (Sir Kay), Raphael Alejandro (Roland), Mckenna Grace (Emma da bambina).
- Ascolti USA: telespettatori 5 925 000 – share 18-49 anni 5%[3]

## Il prezzo
- Titolo originale: The Price
- Diretto da: Romeo Tirone
- Scritto da: Andrew Chambliss e Dana Horgan
- Antefatti riguardanti: Regina Mills

### Trama
Camelot, 6 settimane prima. Re Artù rivela che Merlino è stato tramutato in un albero e che soltanto la Salvatrice può porre rimedio. Purtroppo, Emma non ha più in sé la Magia di Luce, così Regina, per proteggerla, fa finta di essere lei stessa la Salvatrice. Re Artù e sua moglie, la Regina Ginevra, indicono un gran ballo in onore dei loro ospiti, e Sir Percival fa omaggio a Regina di un pendente, che è in realtà una microspia magica che gli da la conferma che la donna sia la Regina Cattiva che distrusse il suo villaggio. Nel corso della serata, Henry s’infatua della giovane e bella Violet, e Percival aggredisce Regina, venendo eliminato da David, ma Robin, che aveva tentato di proteggere Regina, rimane gravemente ferito. Siccome la spada di Percival era stata incantata contro Regina, non vi è cura se non nella potente Magia Oscura di Emma, che, spronata da una disperata Regina e nonostante le sue iniziali titubanze, guarisce Robin ma trae piacere nel praticare la Magia Oscura.
Storybrooke, presente. I cittadini sono spaventati dalla Emma malvagia, che ha gettato sul confine della città un brutale incantesimo che trasforma in pianta chiunque lo attraversi. Anche Artù, Ginevra e gli abitanti di Camelot si risvegliano a Storybrooke dal Sortilegio Oscuro, e Artù, oltre ad aver perso Excalibur, scopre furioso la verità su Emma. Intanto, Uncino, avvilito dalla situazione, cerca risposte in Belle per sapere in che modo sia stata capace di stare accanto a un Signore Oscuro, e soprattutto se ci sia un modo per revocare la maledizione, ma la ragazza ribadisce che una persona è sottomessa all'oscurità solo se lo desidera. Uncino va a trovare Emma e la bacia sperando che il Bacio del Vero Amore, che una volta stava per avere successo tra Tremotino e Belle, possa riportare indietro la "vera" Emma, ma non funziona. Nel frattempo, Robin viene rapito da una Furia, un demone dell’Oltretomba disceso per riscuotere la vita del ladro, come prezzo da pagare per la Magia Oscura di Emma operata a Camelot. Regina, con l’appoggio di Mary Margaret, David, Leroy e Artù, scaccia la Furia e salva Robin, dando prova della sua attitudine di difensore di Storybrooke. Da una porta nella sua nuova casa, Emma scende in una caverna in cui si trova Excalibur, nuovamente conficcata nella roccia. Il suo obiettivo è di completare la Spada, riunendola con il Pugnale dell’Oscuro in modo da poter soffocare la Luce, ma, anche stavolta, il prezzo sarà molto alto.
- Guest star: Lee Arenberg (Leroy/Brontolo), Beverley Elliott (vedova "Granny" Lucas), Liam Garrigan (Re Artù), Andrew Jenkins (Sir Percival), Joana Metrass (Ginevra), Olivia Steele Falconer (Violet).
- Altri interpreti: Gabe Khouth (Tom Clark/Eolo), David-Paul Grove (Dotto), Faustino Di Bauda (Pisolo), Michael Coleman (Gongolo), Mig Macario (Mammolo), Jeffrey Kaiser (Cucciolo), Raphael Alejandro (Roland).
- Ascolti USA: telespettatori 5 380 000 – share 18-49 anni 5%[4]

## Il seggio periglioso
- Titolo originale: Siege Perilous
- Diretto da: Ralph Hemecker
- Scritto da: Jane Espenson
- Antefatti riguardanti: David Nolan e Re Artù

### Trama
Camelot, 6 settimane prima. Mary Margaret, David, Regina, Belle, Uncino e Robin continuano a studiare il modo di liberare Merlino, così Artù si candida, assieme a David, di recarsi nella leggendaria Foresta di Brocelandia a cercare un fungo, la Corona Cremisi, che può metterli in comunicazione con lo Stregone. David e Artù trovano la Corona Cremisi al di là di un pontile, ma nell'attraversarlo David viene assalito da un’orda di cavalieri fantasma, e, benché ne resti illeso, l’uomo perde il fungo. A Camelot, Artù, ammirando l’intraprendenza di David, lo nomina membro dei cavalieri della Tavola Rotonda, riservandogli il Seggio Periglioso, il posto per il guerriero più valoroso di tutti. Durante la festa per l'investitura di David, Mary Margaret s’imbatte, scioccata, in Lancillotto, ex cavaliere della Tavola Rotonda e braccio destro di Artù, bandito per aver corteggiato Ginevra e ritenuto morto per mano di Cora. Lancillotto mette in guardia Mary Margaret circa Artù; infatti, Artù e Ginevra possiedono la Corona Cremisi e vogliono acquisire la fede degli eroi per poter avere il Pugnale dell’Oscuro e ricomporlo con Excalibur per i loro scopi.
Storybrooke, presente. Emma sottrae uno dei picconi dei Nani per asportare Excalibur, invano. Intanto, David, arrabbiato con se stesso per non aver tutelato la figlia, aiuta Artù a recuperare i manufatti sacri del reliquario di Camelot, trafugati da qualcuno. Con l’ingegno, David scova il colpevole, lo scudiero di Artù, Grif, seccato dal dover sopportare i soprusi del re. Tra i cimeli ritrovati, tuttavia, non c’è il fagiolo magico con il quale Artù sperava di tornare a Camelot, ma in compenso, David trova la Corona Cremisi, che lui, Mary Margaret e Regina comprendono sarebbe servita loro per parlare con Merlino a Camelot. Artù, impaziente di avere la sua rivincita sugli eroi per averlo strappato da Camelot, si confida con Grif, unico a sapere del suo piano di ricostruire una nuova Camelot a Storybrooke, e fa in modo che questi si sacrifichi per Camelot, bevendo del veleno. Frattanto, Belle sta preparando un incantesimo di guarigione per Gold, ma le urge un oggetto toccato dal Tremotino uomo, così, sentendo tutto Emma approfitta di un appuntamento con Uncino sulla sua Jolly Roger per avere la spada con cui il pirata sfiorò Tremotino nel passato. La Signora Oscura, quindi, rapisce Gold e lo risveglia, proprio quando la rosa fatata di Belle mostra la ripresa del marito. L’intento di Emma è fare di Gold, ormai slegato dall’Oscurità, l’eroe adatto ad estrarre Excalibur per lei.
- Guest star: Lee Arenberg (Leroy/Brontolo), Beverley Elliott (vedova "Granny" Lucas/Nonna), Liam Garrigan (Re Artù), Joana Metrass (Ginevra), Sinqua Walls (Lancillotto).
- Altri interpreti: Gabe Khouth (Tom Clark/Eolo), David-Paul Grove (Dotto), Faustino Di Bauda (Pisolo), Michael Coleman (Gongolo), Mig Macario (Mammolo), Jeffrey Kaiser (Cucciolo), Giacomo Baessato (Grif).
- Ascolti USA: telespettatori 5 280 000 – share 18-49 anni 5%[5]

## Il regno spezzato
- Titolo originale: The Broken Kingdom
- Diretto da: Alrick Riley
- Scritto da: David H. Goodman e Jerome Schwartz
- Antefatti riguardanti: Re Artù, la Regina Ginevra e Sir Lancillotto

### Trama
Camelot, passato. Il giovane Artù, ancora un semplice stalliere, è determinato ad adempiere alla profezia di Merlino che lo designa conquistatore di Excalibur e futuro re di Camelot. Molti anni dopo, Artù estrae finalmente Excalibur dalla roccia, ma, per non deludere il suo popolo e non perdere il suo ascendente, nasconde il fatto che la lama sia spezzata. Contemporaneamente inizia una lunga e ossessiva ricerca del pezzo mancante, trascurando anche sua moglie Ginevra, consolata da Sir Lancillotto. La regina e Sir Lancillotto, sperando di distogliere Artù dalla sua ossessione per la spada, decidono di mettersi alla ricerca della punta mancante. Guidati da un guanto incantato che svela le debolezze altrui raggiungono la cappella sotterranea del Signore Oscuro e capiscono che il Pugnale dell’Oscuro è il frammento mancante di Excalibur. Tremotino, Signore Oscuro dell'epoca, dà a Ginevra e Lancillotto della sabbia magica dell’isola di Avalon, che può apparentemente aggiustare tutto ciò che è rotto, in cambio del guanto. Rientrati a Camelot, Ginevra sta per usare la polvere su Artù in modo da fargli dimenticare della sua ossessione per la spada, ma l’uomo, avendo notato la tresca tra la moglie e Lancillotto, e consapevole che non potrà completare Excalibur, usa la sabbia su Ginevra, per farla accondiscendere ad ogni sua volontà, e su tutta Camelot.
Camelot, 6 settimane prima. Emma, in continua lotta contro l’Oscurità, si rilassa con Uncino, e Artù svela a David il segreto di Excalibur. David, capendo immediatamente che l’altra parte della spada sia il Pugnale dell’Oscuro e fidandosi di Artù, gli riferisce la verità sulla condizione di Signora Oscura di Emma, e vorrebbe consegnare il pugnale per riunirlo con Excalibur credendo che questo possa salvare Emma. Mary Margaret, però, scettica nei riguardi di Artù, si organizza con Lancillotto per occultare il pugnale nella cripta dell’Oscuro. Artù, purtroppo, li segue e ruba l’arnese che si rivela un falso, infatti era tutta una messinscena di Mary Margaret, David e Lancillotto per smascherare Artù. Artù viene catturato, ma Ginevra, ancora vittima della sabbia di Avalon, lo libera, rinchiude Lancillotto nelle segrete e soffia la polvere su Mary Margaret e David per sottometterli.
Storybrooke, presente. Per fare in modo che Gold diventi un eroe, Emma ordina a Merida, anche lei portata a Storybrooke dal Sortilegio Oscuro, di renderlo impavido, e le strappa il cuore per costringerla a collaborare.
- Guest star: Liam Garrigan (Re Artù), Amy Manson (Merida), Sinqua Walls (Lancillotto), Joana Metrass (Ginevra), Andrew Jenkins (Sir Percival), Ehren Kassam (giovane Kay), Dalila Bela (giovane Ginevra), Webb Baker Hayes (giovane Artù).
- Altri interpreti: Olivia Steele Falconer (Violet).
- Ascolti USA: telespettatori 4 920 000 – share 18-49 anni 5%[6]

## Acchiappasogni
- Titolo originale: Dreamcatcher
- Diretto da: Romeo Tirone
- Scritto da: Edward Kitsis e Adam Horowitz
- Antefatti riguardanti: Emma Swan e Regina e Henry Mills

### Trama
Camelot, 6 settimane prima. Emma guarda da un Acchiappasogni la trasfigurazione in albero di Merlino (che si scopre essere l’usciere che parlò con lei da bambina), originata da una pozione contenente una lacrima versata per il suo amore perduto prelevata da un Signore Oscuro col volto celato da una maschera. Emma racconta a Regina quanto visto su Merlino, e Regina ipotizza che l’antidoto alla maledizione dello Stregone sia il medesimo del veleno: la lacrima di un cuore ferito. Regina rivive dunque la scena della morte di Daniel per averne una, ma la goccia è scarsa per ultimare la pozione, perché ormai Regina ha pienamente voltato pagina con Robin. Nel frattempo, Henry organizza un primo appuntamento con Violet da Granny, ma la ragazzina non prova i suoi stessi sentimenti per lui. Con la lacrima di uno sconfortato Henry, Emma compie l’incantesimo e Merlino viene liberato dall’albero. Merlino risveglia Mary Margaret e David dall’incantesimo di Artù e Ginevra, e accetta di liberare Emma dall’Oscurità.
Storybrooke, presente. Henry, per fare colpo su Violet e avere la riprova che Emma non sia del tutto malvagia, si fa aiutare dalla mamma a ritrovare il cavallo di Violet, fuggito nei boschi, ma la missione è anche un diversivo per permettere a Regina, Belle, Uncino e Robin di entrare in casa della Signora Oscura per carpirne le intenzioni. I quattro si calano nel seminterrato in cui è custodita Excalibur, incastrata nella roccia, e si impadroniscono di un Acchiappasogni, che potrebbe contenere alcune memorie detratte dal sortilegio: il volere di Emma sembrerebbe perciò di riunire Excalibur con il Pugnale dell’Oscuro per far trionfare l’Oscurità. Intanto, Merida, costretta da Emma che le ha preso il cuore, allena Gold con la spada per renderlo un eroe coraggioso, e per sollecitarlo, prende dal suo negozio la tazzina sbeccata che simboleggia il suo amore per Belle. Regina e Robin danno uno sguardo all’Acchiappasogni di Emma, che mostra i ricordi di Violet: Emma ha costretto la ragazza a spezzare il cuore a Henry per avere la lacrima essenziale a liberare Merlino. Henry, che era dietro di loro e ha visto tutto, è sconvolto e non vuole più avere nulla a che fare con Emma.
- Guest star: Amy Manson (Merida), Liam Garrigan (Re Artù), Joana Metrass (Ginevra), Elliot Knight (Merlino), Ryan Robbins (Sir Morgan)
- Altri interpreti: Olivia Steele Falconer (Violet).
- Ascolti USA: telespettatori 5 120 000 – share 18-49 anni 5%[7]

## L'orso e l'arco
- Titolo originale: The Bear and the Bow
- Diretto da: Ralph Hemecker
- Scritto da: Andrew Chambliss e Tze Chun
- Antefatti riguardanti: Belle e Merida

### Trama
Camelot, 6 settimane prima. David, Belle, Uncino e Merlino liberano dalle galere Lancillotto e Merida, che è stata imprigionata da Artù per aver navigato su una sua barca. Merida, non volendo farsi coinvolgere nella loro missione di salvataggio di Emma dall’Oscurità, tramortisce Belle e la rapisce per portarla nel suo regno, DunBroch, affinché le conoscenze della ragazza possano aiutarla a salvare i suoi 3 fratelli dai clan avversari, Macintosh, MacGuffin e Dingwall. Arrivate nella capanna della Strega Intagliatrice, Belle e Merida, grazie ad un infuso magico, localizzano i fratelli di Merida nella Brughiera del Sud, i quali stanno per essere giustiziati a causa della mancata rinuncia alla corona di Merida. Su richiesta di Merida Belle mette a punto una pozione, l’Incantesimo di Mor’du, che trasformerà Merida in un orso con la forza di 10 uomini, ma, a destinazione, Belle confonde le fiale per spingere Merida a dimostrare di poter essere una degna regina anche senza la magia. Merida, così, con la propria abilità d’arciere, impedisce l’esecuzione dei fratelli, e, impressionati, i clan acconsentono alla sua autorità su DunBroch. Belle viene cordialmente ringraziata da Merida e ritorna dai suoi amici a Camelot.
Storybrooke, presente. Mary Margaret, David, Regina e Uncino chiamano Artù per fargli contattare Merlino con la Corona Cremisi, in quanto il fungo può essere utilizzato solo dai prescelti dello Stregone, ma Artù inganna gli eroi, bruciando la Corona Cremisi e mentendo loro sull’insuccesso dell’evocazione. Gold, nel frattempo, fugge da Merida; sapendo che Belle rappresenta la debolezza di Gold, Emma obbliga Merida a ucciderla, perciò, Gold, temendo di combattere, tenta di abbandonare Storybrooke con Belle grazie ad una polvere che può salvarli dall'incantesimo sul confine cittadino. Belle però boccia quest'idea e accusa Gold di essere ancora un codardo. Merida, bevendo l’Incantesimo di Mor’du datole da Emma, si tramuta in un orso e sta per uccidere Belle, ma Gold protegge la moglie e fa tornare Merida umana con la polvere. Diventato finalmente un eroe, Gold, in cambio della restituzione del cuore di Merida, estrae Excalibur dalla roccia per Emma, ma l’uomo giura che farà tutto ciò che è in suo potere per battere la Signora Oscura. Intanto Zelena declina l’offerta di Emma di cooperare con lei. Mary Margaret, David, Regina e Uncino scoprono l'inganno di Artù, e si rivolgono a Henry, anche lui prescelto di Merlino in quanto Autore. La Corona Cremisi, che non può essere bruciata dal fuoco come pensava Artù, mostra ai cinque un messaggio di Merlino, il quale sostiene che l’unica possibilità per Emma sia riposta in una donna: Nimue. 
- Guest star: Amy Manson (Merida), Liam Garrigan (Re Artù), Joana Metrass (Ginevra), Elliot Knight (Merlino), Paul Telfer (Lord Macintosh), Marco D'Angelo (Lord MacGuffin), Josh Hallem (Lord Dingwall), Ingrid Torrance (Infermiera Ratched).
- Ascolti USA: telespettatori 4 830 000 – share 18-49 anni 4%[8]

## Nimue
- Titolo originale: Nimue
- Diretto da: Romeo Tirone
- Scritto da: Jane Espenson
- Antefatti riguardanti: Merlino e Nimue

### Trama
1000 anni prima. Merlino e un suo amico, Adda, hanno disertato dall’esercito e sono in fuga in un torrido deserto. I due trovano un altare di pietra su cui è posto il mistico Santo Graal. Adda afferra il calice per dissetarsi, ma viene polverizzato all’istante; Merlino, timoroso, chiede permesso agli dei di poter bere dalla coppa. Gli dei acconsentono, e il contenuto della coppa gli conferisce la vita eterna e un immenso potere magico.
Camelot, 500 anni prima. Merlino, ormai potentissimo mago, è il maestro di un giovane Apprendista. Un giorno, Merlino conosce e si innamora della bella Nimue, una giovane fanciulla scampata alla distruzione del suo villaggio, Oxleigh, dallo spietato signore della guerra Vortigan, che è alla ricerca del Santo Graal. Col tempo, Merlino e Nimue si innamorano, ma il loro unico ostacolo è l’immortalità di lui. Per non vivere così a lungo da vedere Nimue morire di vecchiaia, Merlino, con la Fiamma di Prometeo, il fuoco primordiale dell’umanità, fonde il Santo Graal per forgiare una spada, Excalibur, e sciogliersi dalla sua magia per sempre. Tuttavia, Vortigan assale e uccide Nimue per rubare Excalibur. La ragazza aveva però bevuto di nascosto dal calice durante il viaggio, ed è ormai immortale e intenzionata a fare giustizia per Oxleigh, ignorando gli avvertimenti di Merlino, stritola il cuore di Vortigan. Nimue ha così ceduto all'oscurità, e diventa la prima Signora Oscura. Per non lasciare che Excalibur possa sottrarle i poteri, Nimue rompe la spada e poi si impadronisce della Fiamma di Prometeo, concentrandola in un tizzone. Addolorato, Merlino connette lo spirito di Nimue con la punta della lama in modo da poter controllare i suoi crudeli desideri, creando così il Pugnale dell’Oscuro. L'altra parte della spada viene saldamente incastrata in una roccia, per impedire a Nimue di riunirle e revocare il potere del pugnale.
Camelot, 3 settimane prima. Per salvare Emma dalla sua crescente Oscurità, Merlino necessita delle due parti di Excalibur ricongiunte, una delle quali tenuta da Artù. Mentre Mary Margaret, David, Regina, Uncino e Robin valutano la maniera di penetrare nel castello di Artù per rubare la spada, Emma viene sottoposta a un esame da Merlino: trattare con il primo Signore Oscuro, ovvero Nimue, a Oxleigh per ottenere la Fiamma di Prometeo e riunire Excalibur. Sebbene stuzzicata da Nimue, Emma resiste alla tentazione di uccidere Merlino e prende la scintilla di Prometeo. Purtroppo, a corte, Zelena imbroglia il gruppo e si allea con Artù per essere liberata dal bracciale incantato e rientrare in possesso dei suoi poteri. La Perfida Strega permea Excalibur con lo stesso incantesimo con cui Merlino congiunse l’anima di Nimue al Pugnale dell’Oscuro, unendo Merlino alla spada, che ora pertanto è alla mercé di Artù.
Storybrooke, presente. Alla presenza psichica di tutti i precedenti Signori Oscuri, da Nimue a Tremotino, Emma unifica Excalibur e il Pugnale dell’Oscuro con la Fiamma di Prometeo, completando finalmente la spada. Pur ricordandosi del monito di Merlino, Emma impugna Excalibur, professandosi il più grandioso Signore Oscuro mai esistito.
- Guest star: Liam Garrigan (Re Artù), Joana Metrass (Ginevra), Elliot Knight (Merlino), Beverley Elliott (vedova "Granny" Lucas/Nonna), Caroline Ford (Nimue), Darren Moore (Vortigan), Jason Simpson (Adda), Graham Verchere (giovane Apprendista).
- Ascolti USA: telespettatori 4 880 000 – share 18-49 anni 4%[9]

## Nascita
- Titolo originale: Birth
- Diretto da: Eagle Egilsson
- Scritto da: David H. Goodman e Jerome Schwartz
- Antefatti riguardanti: Emma Swan e Capitan Uncino/il Signore Oscuro

### Trama
Camelot, 3 settimane prima. Emma, di ritorno da Oxleigh, si chiude nel locale con Henry e Granny, ma Merlino, vincolato alla volontà di Artù tramite Excalibur, le dà un ultimatum col quale le impone di cedergli il Pugnale dell’Oscuro e la Fiamma di Prometeo, altrimenti sterminerà la sua famiglia. Allo scadere del tempo concesso Emma si reca all'incontro con Artù e Zelena i quali ordinano a Merlino di attaccarla, il mago riesce momentaneamente ad opporsi al controllo della spada, permettendo ad Emma, dopo una breve lotta e con l'aiuto di Uncino, di salvare i suoi cari e recuperare Excalibur, così Artù e Zelena battono ritirata. Alla tavola calda, Emma, sul punto di eliminare l’Oscurità, sta per riparare Excalibur, ma Uncino, che era rimasto ferito da un colpo di spada di Artù ma era stato guarito da Emma, si accascia al suolo morente. Merlino spiega agli eroi che le ferite di Excalibur non possono essere curate neanche dalla magia e che per Killian non c'è speranza. Nonostante la richiesta di Uncino di lasciarlo andare, in un disperato atto d’amore, Emma, col suo potere, trattiene l’anima di Uncino nella lama, scambiandola con quella di Merlino, ma così facendo l’Oscurità viene moltiplicata e Uncino diviene un altro Signore Oscuro. Malgrado fosse un gesto a fin di bene, Emma si è sottomessa al male e anche lei si trasforma in tutto e per tutto in una Signora Oscura.
Storybrooke, presente. David, Uncino e Robin si scontrano con Artù per la sua disonestà, ed Emma, che avendo riunito Excalibur non è più soggiogata dal Pugnale dell’Oscuro, salva Uncino da Artù per non fargli scoprire di essere un Signore Oscuro. Killian la ringrazia, ma poi i due si trovano a discutere e Killian le chiede perché si sta comportando così, Emma risponde che tutto ciò che fa lo sta facendo per lui. Uncino è determinato a ritrovare la sua Emma dentro la "Signora Oscura" e tenta di riavvicinarsi a lei, Emma nonostante sia felice di questo riavvicinamento, lo avvisa che deve terminare la sua missione prima di poter essere di nuovo Emma e rinunciare all'oscurità, così lo intrappola nella sua cantina. Intanto, la gravidanza di Zelena viene accelerata da un incantesimo di Emma e gli eroi sospettano che la donna voglia la sua bambina, ma in realtà il bersaglio della Signora Oscura è proprio Zelena. Il piano di Emma è riunire nella Perfida Strega tutta l’Oscurità per poi distruggerla con Excalibur, quindi rapisce Zelena e la imprigiona con Uncino. Killian, col suo uncino ancora imbevuto di magia, smanetta sé stesso e la Perfida Strega che riacquista i suoi poteri e fugge. Intenzionato ad avere tutte le risposte sulla frase di Emma e sugli eventi di Camelot, Uncino immobilizza la Signora Oscura con del nero di seppia, ma lei gli dice solo di fidarsi perché non può ancora dirgli tutta la verità. Nel mentre torna Zelena che mostra al pirata la cruda realtà tramite un Acchiappasogni con i ricordi di Uncino che ha trovato lì in casa. Anche se inizialmente diffidente, Uncino si convince di essere un Signore Oscuro quando Zelena gli mostra il nome di Emma e il suo scolpiti sulla rigenerata Excalibur. Quindi lo scopo di Emma è sempre stato quello di distruggere l’Oscurità con Excalibur per liberare entrambi, ma Uncino, che avrebbe preferito morire anziché essere di nuovo soggiogato dall’oscurità e non riuscendo a perdonare Emma per averlo fatto soffrire, non vuole sentire ragioni e medita vendetta su Emma.
- Guest star: Liam Garrigan (Re Artù), Joana Metrass (Ginevra), Elliot Knight (Merlino), Beverley Elliott (vedova "Granny" Lucas/Nonna), David-Paul Grove (Dotto), Michael Coleman (Gongolo), David Anders (Dr. Whale/Victor Frankenstein), Ingrid Torrance (Infermiera Ratched).
- Ascolti USA: telespettatori 4 850 000 – share 18-49 anni 5%[10]

## Il re orso
- Titolo originale: The Bear King
- Diretto da: Geofrey Hildrew
- Scritto da: Andrew Chambliss
- Antefatti riguardanti: Merida, Mulan e Cappuccetto Rosso/Ruby Lucas
- Nota: l'episodio è interamente ambientato nel passato.

### Trama
DunBroch, 2 anni prima. Re Fergus, a seguito degli eventi di Ribelle, chiede alla Strega Intagliatrice di garantire la salvezza del suo regno da un’imminente invasione di un’armata del Sud. La strega forgia per lui un elmo incantato che ha il potere di spingere i soldati a seguire in battaglia colui che lo indossa, e si congeda da Re Fergus avvisandolo che in futuro si presenterà per chiedergli di saldare il suo debito. Eccitata in attesa della sua prima battaglia, Merida si allena con una guerriera ingaggiata da Fergus, Mulan, ma la principessa viene derisa dal resto dei clan. Merida cerca consiglio nel padre su come ottenere il rispetto e il padre le ricorda che il vero rispetto deve essere guadagnato col buonsenso. Nel giorno della battaglia, Mulan, in accordo con Fergus, tiene impegnata Merida lontano dal campo di battaglia, ma la ragazza, resasi conto della cosa, piomba sul luogo della disputa proprio mentre un cavaliere nemico sta per uccidere Re Fergus, spaventata scocca una freccia per uccidere il cavaliere prima che trapassi suo padre ma sbaglia la mira ed è costretta ad assistere inerme alla morte del caro papà. L’assassino del Re Orso prende l’elmo magico di Fergus, e, senza che Merida lo veda in volto, si alza il copricapo: è Artù.
DunBroch, 3 settimane prima. Artù e Zelena, smaterializzatisi dopo l’offensiva di Emma e Merlino, si dirigono a DunBroch alla ricerca di un oggetto che possa aiutarli a vincere. Intanto, all’incoronazione di Merida, irrompe bruscamente la Strega Intagliatrice per regolare il debito del defunto Fergus con la figlia, pretendendo la riconsegna dell’elmo incantato dietro minaccia di trasformare la gente di DunBroch in orsi. Straziata dalla scoperta che il suo nobile padre è ricorso alla magia per spingere i soldati a combattere con lui, Merida prega Mulan, ancora col cuore a pezzi per Aurora e diventata una mercenaria fuorilegge dopo il breve periodo nell'Allegra Brigata, di aiutarla a ritrovare l'elmo. Merida sa che l’assassino di Fergus è anche colui che ha preso dell’elmo, così le ragazze si recano sul luogo della battaglia alla ricerca di tracce del cavaliere e trovano la freccia scoccata da Merida nello scontro, alla quale è rimasto attaccato un pezzo del mantello del nemico. Le due si recano nella capanna della Strega Intagliatrice per rimediare un Incantesimo di Localizzazione e qui vengono attaccate da un lupo che è a guardia della capanna. Il lupo si rivela essere Cappuccetto Rosso, e viene liberata da Mulan: Ruby era giunta nella Foresta Incantata in seguito alla prima sconfitta di Zelena a Storybrooke, per cercare i suoi simili, ma il clan dei licantropi è purtroppo disperso. Mulan e Cappuccetto Rosso spronano una sfiduciata Merida a non desistere e a non lasciare il trono in mano ad altri, e la spingono a dimostrare di essere meritevole del titolo di regina. Grazie al fiuto di Ruby, le tre trovano Artù e Zelena. Anche i due sono alla ricerca dell'Elmo in quanto quello rubato da Artù era un falso, infatti Re Fergus aveva gettato l'elmo magico nel lago prima della battaglia, prova che l’uomo fosse davvero un buon re. Zelena riesce a far riemergere l'elmo e durante la lotta tra Merida e Artù sopraggiungono i clan che, colpiti dal suo coraggio, s’inginocchiano a lei giurando sostegno e fedeltà alla futura regina. Artù e Zelena sono costretti a ritirarsi a Camelot. Merida, recuperato l'elmo torna a DunBroch per salvare il suo popolo ed essere incoronata regina. All'incoronazione si presenta di nuovo la Strega Intagliatrice la quale svela che questo non era altro che un test per Merida di fare la cosa giusta e dimostrare di essere la più adatta al titolo di Regina di DunBroch: con l’ascesa di Merida, DunBroch è salva, così come aveva desiderato Fergus. Merida, Mulan e Ruby si dicono addio: Mulan e Cappuccetto Rosso partono insieme per trovare i lupi mannari, e Merida saluta per un’ultima volta lo spirito del papà Fergus grazie ad una bevanda magica, la Birra di Seonaidh, donatale dalla Strega Intagliatrice. Ora regina, Merida progetta vendetta nei confronti di Artù.
- Guest star: Liam Garrigan (Re Artù), Meghan Ory (Ruby Lucas/Cappuccetto Rosso), Beverley Elliott (vedova "Granny" Lucas/Nonna), Jamie Chung (Mulan), Amy Manson (Merida), Glenn Keogh (Re Fergus), Caroline Morahan (Regina Elinor), Lily Knight (Strega Intagliatrice), Richard Stroh (Edgar), Paul Telfer (Lord Macintosh), Marco D’Angelo (Lord MacGuffin), Josh Hallem (Lord Dingwall).
- Ascolti USA: telespettatori 4 850 000 – share 18-49 anni 5%[10]

## Cuore spezzato
- Titolo originale: Broken Heart
- Diretto da: Romeo Tirone
- Scritto da: Dana Horgan e Tze Chun
- Antefatti riguardanti: Emma Swan e Capitan Uncino

### Trama
Camelot, 3 settimane prima. Uncino emerge dalla cripta dell’Oscuro e viene tormentato dall’Oscurità in forma di Tremotino. Facendo rifiorire tutto il suo dolore, e dunque il suo lato oscuro, Tremotino vuole convincere Uncino a scagliare il Sortilegio Oscuro per tornare a Storybrooke e vendicarsi dell’odiato Gold, ma Uncino non è disposto a sacrificare il cuore di Emma, la persona da lui più amata. Emma ritrova Uncino e, per dimostrargli che si fida di lui, gli consegna Excalibur. Dopo una discussione tra i due e nonostante Uncino sia furibondo con lei per averlo assoggettato all'oscurità dopo tutti i passi avanti che lui aveva fatto, i due si riappacificano e Uncino accetta di distruggere l’Oscurità da entrambi riunendo Excalibur e con l'aiuto di Merlino. I due Signori Oscuri si incamminano per tornare dagli altri, ma arrivati da Granny Uncino rivela i suoi piani: ha soltanto preso in giro Emma, il suo obiettivo è la vendetta. Uncino distrugge il cuore di Merlino per scagliare il Sortilegio Oscuro, e può farlo dal momento che tutti i Signori Oscuri sono un’unica entità, perciò l’azione è espletata anche da Nimue, ancora innamorata di Merlino, poi Uncino incastra nuovamente Excalibur nella roccia per non essere controllato da nessuno. Non potendo fermare il Sortilegio Oscuro, Emma stordisce Uncino e gli altri e gli sottrae i ricordi. Le nubi della maledizione inghiottono la tavola calda, Merida e Camelot.
Storybrooke, presente. Uncino cede immediatamente all’Oscurità e blocca i poteri di Emma col bracciale magico, appropriandosi dei suoi ricordi e di quelli degli altri conservati negli Acchiappasogni, per evitare che qualcuno possa intralciare i suoi piani. Uncino rinfaccia ad Emma il suo egoismo e la sua arroganza per averlo trattenuto trasformandolo in un Signore Oscuro nonostante lui le aveva chiesto di non farlo, ed è deciso a farla soffrire come lui ha sofferto per lei. Intanto Regina e Robin permettono a Zelena di stare per un po' con sua figlia, ed Emma, con il supporto di Henry, che la perdona per il suo errore con Violet, riottiene i suoi poteri e recupera gli Acchiappasogni dalla torre dell’orologio, restituendo la memoria a se stessa e agli altri. Riottenuti i suoi ricordi Emma ricorda anche il piano finale di Uncino, il desiderio di ogni Signore Oscuro. Uncino sfida Gold a duello e gli da appuntamento sulla Jolly Roger. Gold si aggiudica la vittoria e si impossessa di Excalibur, vuole festeggiare con Belle ma la ragazza, spaventata di ricadere nelle manipolazioni del marito e soffrire ancora, lo allontana. Il pirata, tuttavia, voleva solo una goccia del sangue di Gold, l'unico ad essere morto e poi risorto, per aprire il portale per l’aldilà e far arrivare a Storybrooke i passati Signori Oscuri, guidati da Nimue, e compiere il desiderio di ogni Signore Oscuro: spegnere la Luce e far prevalere l’Oscurità.
- Guest star: Liam Garrigan (Re Artù), Beverley Elliott (vedova "Granny" Lucas/Nonna), Amy Manson (Merida), Joana Metrass (Ginevra), Sinqua Walls (Lancillotto), Caroline Ford (Nimue), Michael Coleman (Gongolo), David-Paul Grove (Dotto), Ingrid Torrance (Infermiera Ratched).
- Ascolti USA: telespettatori 4 380 000 – share 18-49 anni 4%[11]

## Un uomo migliore
- Titolo originale: Swan Song
- Diretto da: Gwyneth Horder-Payton
- Scritto da: Edward Kitsis e Adam Horowitz
- Antefatti riguardanti: Capitan Uncino e Brennan Jones

### Trama
Foresta Incantata, passato. Capitan Uncino viene assoldato dalla Regina Cattiva per uccidere sua madre Cora, ma prima, per essere sicura che il pirata non abbia alcuna debolezza ad intralciarlo, lo induce ad uccidere il padre Brennan, che abbandonò Killian e suo fratello Liam da piccoli. Padre e figlio si confrontano, e Brennan spiega a Uncino che, a distanza di un secolo, è ancora vivo perché per anni è stato sotto l’Incantesimo del Sonno finché non è stato salvato dal Bacio del Vero Amore dalla donna che si prendeva cura di lui, dalla quale ha anche avuto un figlio. Percependo un radicale cambiamento nel padre, Uncino, inizialmente, gli favorisce un lasciapassare per farlo scappare e far credere alla Regina Cattiva di averlo ucciso, ma, sentendo che il suo bambino è stato chiamato Liam, come l’altro figlio che abbandonò, Uncino va su tutte le furie e accoltella Brennan, confermando la sua fama di efferato e crudele pirata.
Storybrooke, presente. L’assedio dei Signori Oscuri a Storybrooke continua e Mary Margaret, David, Regina, Robin, Henry e Gold vengono segnati col Marchio di Caronte, un sigillo che permetterà ai Signori Oscuri di uscire dall'Oltretomba e tornare in vita barattando le loro vite con quelle delle persone marchiate. Emma, che si sente responsabile dell'accaduto, è determinata ad assorbire tutta l’Oscurità e sacrificarsi con Excalibur per distruggere l'oscurità e salvare la sua famiglia e gli amici, ma Uncino la inganna e si riprende la spada. Intanto, Zelena gioisce del fatto Regina e Robin stiano per morire, così potrà crescere la sua bambina da sola, ma viene rispedita a Oz con la Bacchetta dell’Apprendista dalla sorellastra. Gold, intanto, per proteggere Belle, la invita ad andar via da Storybrooke ed esplorare il mondo. Uncino, Nimue e i Signori Oscuri stanno per mandare gli abitanti di Storybrooke marchiati nell’Oltretomba, ma all’ultimo, Regina ricorda ad Uncino del trascorso con Brennan, e l’uomo capisce che il tempo speso con Emma e la sua famiglia lo ha cambiato in meglio, perciò decide di fare la cosa giusta e assorbire l’Oscurità dei Signori Oscuri, annientandoli, e supplica Emma di trafiggerlo con Excalibur, scegliendo di sacrificarsi per salvare tutti e distruggere l'oscurità. In lacrime Emma esaudisce la richiesta di Uncino, e sia lei che Killian tornano umani, mentre Excalibur, portando a termine la missione per la quale era stata creata, si sbriciola in mille pezzi. Il Marchio di Caronte sparisce dai polsi dei marchiati, ma Emma è distrutta e piange la morte di Uncino. Il mattino seguente, Emma pare essere richiamata dal Pugnale dell’Oscuro, e infatti, Gold ha tradito nuovamente tutti loro: con quel poco di magia che gli era rimasta, Gold ha reso Excalibur un collegamento tra lui e l’Oscurità, quindi, uccidendo Uncino, Gold è potuto tornare il Signore Oscuro con la potenza dei suoi predecessori: il sacrificio di Uncino, allora, è stato vano. Furente, Emma, col ricatto di dire ogni cosa a Belle, che ha scelto di restare a Storybrooke con il marito, costringe Gold a versare una goccia del suo sangue nello stagno del parco per aprire il portale per l’Oltretomba. Dopo aver affidato i piccoli Neal, Roland e la figlioletta di Robin e Zelena alle Fate, Emma, Mary Margaret, David, Regina, Robin, Henry e Gold salgono sul traghetto di Caronte alla volta dell’Oltretomba per salvare Uncino.
- Guest star: Lee Arenberg (Leroy/Brontolo), Oliver Bell (giovane Killian Jones), Adam Croasdell (Brennan Jones), Caroline Ford (Nimue), Scott Hylands (capitano), Eric Keenleyside (Moe French/Sir Maurice), Andre Tricoteux (attaccabrighe), Sebastian West (ragazzo).
- Ascolti USA: telespettatori 4 560 000 – share 18-49 anni 4%[12]

## Le anime dei defunti
- Titolo originale: Souls of the Departed
- Diretto da: Ralph Hemecker
- Scritto da: Edward Kitsis e Adam Horowitz
- Antefatti riguardanti: la Regina Cattiva, Cora e il Principe Henry

### Trama
Foresta Incantata, passato. Anche nel giorno del suo compleanno, la Regina Cattiva è assillata dalla faida con Biancaneve, alchè suo padre, il Principe Henry tramite lo Specchio Magico consulta Cora, esiliata nel Paese delle Meraviglie, nella speranza che la donna lo aiuti a far rinsavire la figlia. La donna però è intenzionata a fiancheggiare Regina nella sua vendetta, così, con uno stratagemma, fugge dal Paese delle Meraviglie. Travestita da Henry, Cora strappa il cuore di Biancaneve e lo regala a Regina, ma il vero Henry riesce a sostituirlo con un altro e restituire il cuore a Biancaneve in modo da salvaguardare la figlia dalla totale oscurità. Regina, arrabbiata, rimpicciolisce il padre e lo deposita in un cofanetto, per poi scaraventare Cora nel Paese delle Meraviglie con un incantesimo infrangibile, ma la madre, prima di svanire, ruba la scatola contenente Henry, e Regina perde quindi l’unica persona che ancora le voleva bene.
Oltretomba, presente. Emma sulla barca di Caronte per raggiungere Uncino, ha un sogno in cui le appare lo spirito di Neal, che cerca invano di dissuaderla dalla sua difficile impresa nell’aldilà; Neal spiega che l’Oltretomba è una specie di limbo, in cui sono intrappolate le anime delle persone con questioni irrisolte, ma lui, non avendone, è in un Posto Migliore. Al suo risveglio, Emma giunge alla meta con i genitori, Regina, Robin, Henry e Gold. L’Oltretomba appare come una versione distorta di Storybrooke, in cui è presente un cimitero che fa da registro mortuario con la posizione delle lapidi che indica lo stato dello spirito del deceduto (bloccato nell'Oltretomba, passato oltre, o distrutto). Il gruppo si divide per ritrovare al più presto Uncino: Mary Margaret incappa nella Strega Cieca e nell’infido gemello di David, James; Gold, invece, in suo padre Peter Pan, proprietario del banco dei pegni della Storybrooke infernale (il quale pretende che Gold lo aiuti a scambiare il suo posto da morto con quello di uno dei viventi per poter tornare in vita); Regina, infine, in sua madre, sindaco del posto. Cora fa recapitare a Regina una barca per il rientro immediato a Storybrooke, minacciandola altrimenti di gettare l’anima del Principe Henry in un Posto Peggiore: dall’Oltretomba, infatti, dopo aver risolto le proprie questioni in sospeso si può sfidare il baratro del Tartaro e vedere se si può passare oltre in un Posto Migliore (per chi è stato una persona buona o si sia fatto perdonare i propri errori) o in uno Peggiore. Gold riceve da Pan la Birra di Seonaidh dalla terra di DunBroch, con cui i sette, sulla lapide di Uncino, cercano un contatto col Pirata, ma il collegamento è troppo debole, e possono solamente intravedere Killian ferito e sofferente. Con la rimanente pozione, Regina parla con il padre Henry, affatto incollerito con lei per averlo ucciso, ma che, anzi, è fiero che la figlia sia ora un’eroina, perciò la incita ad aiutare gli amici e a non preoccuparsi di Cora. Risolvendo la sua questione irrisolta con Regina, per Henry si apre il passaggio per il Posto Migliore. Dopo che il Principe Henry ha potuto lasciare il limbo e passare oltre, l'orologio della Storybrooke infernale, fino a quel momento bloccato, segna un ticchettio. Cora viene convocata dal signore dell’Oltretomba, cioè il dio Ade, colui che le aveva ordinato di far andare via i viventi dal suo regno, ma che invece sono rimasti e stanno aiutando le anime a passare oltre. Per il suo fallimento, Cora viene condannata a trascorrere l’eternità in veste della povera figlia del mugnaio.
- Guest star: Lee Arenberg (Leroy/Brontolo), Emma Caulfield (Strega Cieca), Giancarlo Esposito (Sydney Glass/Specchio Magico), Greg Germann (Ade), Barbara Hershey (Cora/Regina di Cuori), Robbie Kay (Malcom/Peter Pan/Pifferaio magico), Tony Perez (Principe Henry), Michael Raymond-James (Neal Cassidy/Baelfire).
- Altri interpreti: Jesse Blue (Cavaliere Nero), Michael Coleman (Gongolo), Faustino di Bauda (Pisolo), Stefano Giulianetti (Jester), David-Paul Grove (Dotto), Jeffrey Kaiser (Cucciolo), Gabe Khouth (Eolo), Mig Macario (Mammolo), Steven Roberts (Dentenero), Julia Tortolano (ragazza della torta al mirtillo).
- Ascolti USA: telespettatori 4 010 000 – share 18-49 anni 4%[13]

## Fatiche d'amore
- Titolo originale: Labor of Love
- Diretto da: Billy Gierhart
- Scritto da: Andrew Chambliss e Dana Horgan
- Antefatti riguardanti: Biancaneve e Hercules

### Trama
Foresta Incantata, passato. In assenza del padre Leopold, la giovanissima Biancaneve deve vedersela con una banda di briganti che sta razziando il suo reame, e che è tacitamente al soldo di Regina: la donna vuole che l’inesperienza di Biancaneve le faccia rivoltare contro il suo popolo. Angosciata, Biancaneve scappa e incontra Hercules, un semidio con il compito di completare le sue dodici Fatiche per salire sul Monte Olimpo da suo padre Zeus. Hercules insegna a Biancaneve a tirare con l’arco e la stimola a non soccombere alla paura e a farsi valere. Fiduciosa in sé stessa, Biancaneve contrasta i banditi, ed è pronta a essere una buona regina. Biancaneve e Hercules si salutano con un bacio, e il semidio riprende il suo viaggio per compiere l’ultima Fatica: uccidere il mastino infernale a tre teste, Cerbero.
Oltretomba, presente. Uncino è recluso con una ragazza in delle prigioni sotterranee e la fa fuggire distraendo il guardiano delle celle, Cerbero. Mary Margaret, nel frattempo, rinviene la tomba di Hercules nel cimitero, e decide di aiutarlo a risolvere le sue questioni in sospeso per farlo passare oltre. Alla vista di Hercules tuttora di giovanile aspetto, Mary Margaret intuisce che l’amico sia stato ucciso nella sua Fatica con Cerbero, da cui Hercules è ora tremendamente terrorizzato. Intanto, Robin e Henry s’introducono nell’ufficio del sindaco per avere le mappe cittadine e ispezionare più velocemente l’Oltretomba, ma Henry incrocia l’anima di Crudelia De Mon, che esige che il ragazzo la riporti in vita col suo potere di Autore; Henry non intende farlo e gli spiega che anche volendo comunque non potrebbe in quanto ha spezzato la Penna dell'Autore. Crudelia gli svela quindi che la Penna Magica è una vera e propria essenza animata, per cui, dopo essere stata spezzata da Henry è finita nell’Oltretomba. La ragazza scampata da Cerbero, Megara, viene trovata e medicata da Emma e Regina, e dice loro di aver conosciuto Uncino, che l'ha aiutata a scappare, ma improvvisamente vengono attaccate dal cane diabolico. Mary Margaret sprona Hercules ad affrontare Cerbero, e i due, con Megara, abbattono il mostro. Ora che Hercules ha superato l’ultima Fatica e le sue questioni irrisolte, che comprendevano anche Megara questa fu uccisa subito dopo di lui da Cerbero, il semidio e la ragazza, invece che passare in un Posto Migliore, sono accolti sull’Olimpo. Ade, furioso per la perdita di altre due anime, decreta che, d’ora in poi, per ogni spirito salvato uno degli eroi ne prenderà il posto, e sarà Uncino, imprigionato e torturato da Ade, a stabilire chi tra i suoi amici non farà ritorno a Storybrooke.
- Guest star: Emma Caulfield (Strega Cieca), Greg Germann (Ade), Bailee Madison (giovane Biancaneve), Kacey Rohl (Megara), Victoria Smurfit (Crudelia De Mon), Jonathan Whitesell (Hercules).
- Altri interpreti: Teach Grant (bandito tiratore scelto), Kerry van der Griend (contadino), Janet Walmsley (contadina).
- Ascolti USA: telespettatori 4 310 000 – share 18-49 anni 4%[14]

## Debito con il diavolo
- Titolo originale: Devil's Due
- Diretto da: Alrick Riley
- Scritto da: Jane Espenson
- Antefatti riguardanti: Tremotino e Milah

### Trama
Foresta Incantata, passato. Tremotino e Milah, sposati, devono ad ogni costo procurarsi una medicina per Baelfire, morso da un serpente velenoso. Non avendo il denaro sufficiente per pagare il farmaco di Fendrake il Guaritore, Milah spinge Tremotino a pugnalare l’uomo e a rubare la pozione. Mentre Milah lo aspetta in una taverna, dove per la prima volta incontra il Capitano Killian Jones, Tremotino non ha il coraggio di far del male a Fendrake, così stipulano un accordo: Fendrake gli darà il medicinale per Baelfire, e Tremotino dovrà assegnargli il suo secondogenito. Baelfire è salvo, ma Milah, adirata con Tremotino, si distacca dal marito. Anni dopo, Tremotino, adesso Signore Oscuro, uccide Fendrake per annullare il loro patto.
Oltretomba, presente. Ade con la sua magia chiude alcuni accessi con delle barriere magiche che tengono lontani i viventi e incatena Uncino, rifiutatosi di scegliere chi debba restare nell’aldilà, per buttarlo nel Fiume delle Anime Perdute, dove sarà uno dei tanti “fantasmi” che errano senza meta nel canale. Emma e Gold, per oltrepassare gli incantesimi di Ade, si rivolgono a Milah, che li aiuta per amore di Uncino. Ampliando l’aura di Milah, Emma e Gold s’imbarcano sul Fiume delle Anime Perdute, mentre Regina si fa spiegare da Crudelia come funzionino le lapidi nell’Oltretomba: se sono in verticale, la persona è in città; se sono poggiate a terra, la sua anima è in un Posto Migliore; e se sono spezzate, è in un Posto Peggiore o persa. Regina, accompagnata da Mary Margaret, trova la pietra sepolcrale di Daniel rovesciata; pur dispiaciuta di non averlo potuto rivedere, Regina è felice che Daniel sia in pace. Emma salva Uncino, ma Ade, assicurandogli un rapido ritorno a Storybrooke, induce Gold a demolire la loro barca e a lanciare Milah nel Fiume delle Anime Perdute. I due riescono comunque a raggiungere gli altri e con Emma e Uncino riuniti, Regina si accinge a dividere il cuore di Emma per darne una metà a Killian e permettergli di tornare a casa, come fece con Biancaneve e il Principe Azzurro, ma purtroppo è impossibile: Ade ha trascritto i nomi di Emma, Mary Margaret e Regina sulle lapidi del Principe Henry, di Hercules e di Megara, e le 3 appartengono dunque all’Oltretomba. Ade, poi, ritratta il patto con Gold, gli rivela la notizia della gravidanza di Belle, e soprattutto, gli svela che l'accordo con Fendrake è ancora valido, e che il titolare dell'accordo ora è la divinità, visto che è il capo delle anime dell'Oltretomba e Fendrake si trova lì. Gold è perciò obbligato a lavorare per conto di Ade per difendere Belle e il loro futuro bambino.
- Guest star: Lee Arenberg (Leroy/Brontolo), Aaron Douglas (Fendrake il guaritore), Beverley Elliott (vedova "Granny" Lucas/Nonna), Greg Germann (Ade), Robbie Kay (Malcom/Peter Pan/Pifferaio magico), Rachel Shelley (Milah), Victoria Smurfit (Crudelia De Mon).
- Altri interpreti: Dean Petriw (Baelfire da giovane).
- Ascolti USA: telespettatori 3 540 000 – share 18-49 anni 4%[15]

## I fratelli Jones
- Titolo originale: The Brothers Jones
- Diretto da: Eagle Egilsson
- Scritto da: Jerome Schwartz e David H. Goodman
- Antefatti riguardanti: Killian e Liam Jones

### Trama
Foresta Incantata, passato. I fratelli Killian e Liam Jones, venduti dal padre Brennan, sono schiavi sulla nave del repellente Capitano Silver. Silver fa ubriacare Killian per fargli sperperare le monete indispensabili per pagare la sua libertà e precludergli la possibilità di essere arruolato nella Flotta del Re. Liam, tornato con le lettere di recluta e avendo ancora la sua parte dei soldi, rinuncia alla sua opportunità per non lasciare il fratello. Killian e Liam partecipano alla spedizione via mare per il recupero dell’”Occhio della Tempesta”, un inestimabile zaffiro, ma si accorgono solo in mare aperto che il diamante è raggiungibile solo attraverso un violento uragano. Liam, così, protesta con Silver e guida con successo un ammutinamento contro il capitano. Mentre sta studiando le carte nautiche per cercare di salvare la nave, Ade visita Liam per offrire la sua protezione a lui e Killian più l’Occhio della Tempesta in cambio delle anime del resto dell’equipaggio, che Ade dava già per sue. Liam accetta e, tenendo il fratello all’oscuro di tutto, manovra la nave verso il centro del ciclone, causando la morte dei marinai. I Jones, a riva sani e salvi, cedono l’Occhio della Tempesta alla Marina Reale e ottengono la leva sulla nave Gioiello del Reame.
Oltretomba, presente. Henry, sentendosi inutile e fomentato da Crudelia, setaccia l’Oltretomba in cerca della sua Penna Magica, e viene avvicinato dall’Apprendista, la cui questione irrisolta riguarda proprio il ragazzo, in quanto l’anziano deve essere certo che Henry sappia essere un buon Autore, che non ecceda mai coi suoi poteri. L’Apprendista indirizza Henry verso l’equivalente della casa dello Stregone, in cui trovare la penna magica, ma lo avverte di essere cauto nelle sue scelte. Purtroppo, la dimora è chiusa dalla magia di Ade, e, per accedervi, occorre la chiave presa dallo sceriffo della Storybrooke infernale: James, gemello di David. Nel tentativo di recuperare la chiave nell’ufficio dello sceriffo, David, facendo finta di essere James, apprende da Crudelia che la questione irrisolta del fratello è lui stesso, perché, nonostante abbia vissuto nel castello di Re George, a James è sempre mancato l’amore dei genitori e di questo incolpa David. Intanto, Uncino riabbraccia Liam, che sembra non avere idea di quale sia il motivo che lo blocca nel limbo, quando sa bene che è per via del suo tetro accordo con Ade. Liam ipotizza che nella controparte del libro di favole C’era una volta, conservata in casa dello Stregone, ci sia qualche indizio circa la debolezza e il modo per sconfiggere il signore dell’Oltretomba ma Ade, minacciandolo di divulgare il loro segreto, lo obbliga a manomettere il testo e a strappare le pagine che riguardano la sua storia. Silver origlia la loro conversazione e informa i suoi ex-marinai. Nell’abitazione, Henry trova la Penna Magica e l’inchiostro. Uncino intanto discute con Emma la quale ha dei dubbi sulla sincerità di Liam, e le rivela di continuare ad odiarsi per il male che ha causato da Signore Oscuro, arrivando a pensare di voler rimanere lì e non meritare di essere resuscitato. Vedendo i suoi vecchi compagni marinai e Silver minacciare Liam nel baratro del Tartaro, Uncino scopre le menzogne di Liam, che, pentito, si sacrifica per il fratello (mentre Silver viene scaraventato nel Posto Peggiore da Ade), ma il suo sacrificio è il biglietto d’accesso per un Posto Migliore, e Liam può quindi passare oltre perdonato da Killian e dai suoi compagni che lo seguono. Uncino riesce finalmente a perdonare sé stesso per ciò che ha fatto, si riconcilia con Emma e si aggrega al gruppo per sgominare Ade. Henry, grazie a David, capisce di dover scrivere le storie così come sono, a partire da quella di Ade, il quale, nel frattempo, ritrova le pagine strappate da Liam: esse danno a vedere che il passato di Ade si intreccia con quello di Zelena. 
- Guest star: Bernard Curry (Liam Jones), Greg Germann (Ade), Costas Mandylor (Capitano Long John Silver), Victoria Smurfit (Crudelia De Mon), Timothy Webber (Apprendista stregone).
- Altri interpreti: Chris Humpreys (comandante).
- Ascolti USA: telespettatori 3 510 000 – share 18-49 anni 3%[16]

## Le nostre rovine
- Titolo originale: Our Decay
- Diretto da: Steve Pearlman
- Scritto da: Tze Chun e Dana Horgan
- Antefatti riguardanti: Zelena e Ade

### Trama
Oz, passato. Zelena sta tristemente celebrando il suo compleanno, che fa coincidere con il giorno del suo abbandono, non conoscendo la data esatta. La Perfida Strega fa rapire lo Spaventapasseri per estirpargli il cervello e usarlo per il suo incantesimo temporale, ma un’adulta Dorothy Gale, ritornata con le scarpette d’argento, dopo aver saputo che Zelena era viva e vegeta, salva lo Spaventapasseri. Ade si manifesta a Zelena, e, dopo un’iniziale titubanza, la strega lo asseconda nel suo proposito di viaggiare, come lei, nel tempo e vendicarsi del fratello Zeus, che lo ha confinato nell’Oltretomba per esserne il padrone e fermato il suo cuore, che può ripartire solo con il Bacio del Vero Amore. Zelena e Ade si divertono a bordo della bicicletta di Dorothy, sulla quale fanno un Incantesimo di Localizzazione per beccare lo Spaventapasseri. Zelena, così, ruba il cervello dello Spaventapasseri e brinda con Ade, che per un istante ha avvertito una minuscola palpitazione, sintomo del suo amore per Zelena. La Perfida Strega, tuttavia, lo respinge, convinta che nessuno possa amarla e che Ade voglia approfittare di lei per il Bacio del Vero Amore e avere l’incantesimo del tempo tutto per sé. Rattristato, Ade se ne va per sempre da Oz.
Oltretomba, presente. Con il suo sangue, Gold apre, su ordine di Ade, un portale per Storybrooke per rapire la figlia di Robin e Zelena, ma, nel trasferimento, approdano nell'Oltretomba Zelena, Belle e la bambina: di fatto, Zelena era ricomparsa a Storybrooke per reclamare la piccola, ma Belle si era interposta per proteggerla, e tutte e tre sono state risucchiate nell’Oltretomba. Belle, con in braccio la neonata, viene a sapere da Gold la verità sul suo essere di nuovo il Signore Oscuro e sul vincolante contratto con Ade circa la cessione del figlio che Belle ha in grembo. Frastornata, Belle si separa da Gold e dà la bimba a Regina e Robin. Zelena, avente il minimo della sua magia nell’aldilà, vorrebbe portare via la figlia con sé, ma, per paura che i suoi poteri feriscano la bambina e che Ade possa servirsene per l’incantesimo temporale, la consegna a Regina e Robin in modo da proteggerla. Nel frattempo, Mary Margaret e David, da una cabina per le infestazioni, comunicano con il piccolo Neal a Storybrooke, e Henry annota questo e altri eventi nelle pagine di C’era una volta. Zelena s’incontra con Ade, che le confida di aver costruito l’Oltretomba simile a Storybrooke soltanto per lei, e di aver voluto che sua figlia arrivasse lì per salvaguardarla dai suoi nemici, ma Zelena non si fida ancora di lui. Ade, per niente scoraggiato, s’impegna ad aspettarla per tutta la vita, e le dice di aver scoperto che il giorno del suo compleanno è il 15 aprile; suo malgrado, Zelena è molto toccata.
- Guest star: Emma Caulfield (Strega Cieca), Greg Germann (Ade), Teri Reeves (Dorothy Gale), Paul Scheer (Spaventapasseri), Keegan Connor Tracy (Madre Superiora/Fata Turchina).
- Altri interpreti: Ray Boulay (guardia di Oz), Jeff Gulka (Mastichino #1), Danny Lucas (uomo dagli occhi tristi).
- Ascolti USA: telespettatori 3 780 000 – share 18-49 anni 4%[17]

## Il suo aitante eroe
- Titolo originale: Her Handsome Hero
- Diretto da: Romeo Tirone
- Scritto da: Jerome Schwartz
- Antefatti riguardanti: Belle e Gaston

### Trama
Foresta Incantata, passato. Sir Maurice combina un appuntamento tra Belle e l’affascinante cacciatore Gaston, sperando che ne sbocci un’intesa romantica e la fusione dei loro regni. Durante una passeggiata nel bosco, Belle e Gaston trovano un giovane Orco caduto in una trappola, e Belle frena gli istinti omicida di Gaston e lo convince, prima di uccidere l'orco, di andare a recuperare uno specchio magico che possa riflettere la vera natura dell’Orco. Tuttavia, rincasata, Belle trova Gaston ferito da un’aggressione dell’Orco. Sir Maurice e Gaston partono alla cattura del mostro ma Belle, con lo specchio incantato, si rende conto che il mostro non è la creatura, ma Gaston, che ha torturato l’Orco mentre lei era via. Giorni dopo, scoppia la Guerra degli Orchi in ritorsione a quanto accaduto con Gaston, e Belle, ancorché disgustata dall’uomo, accetta di sposarlo solamente per poter fare affidamento sulle sue truppe e salvare il suo Regno.
Oltretomba, presente. In giro nell’Oltretomba stanno germogliando dei fiori, segno che gli eroi stanno infondendo speranza alle anime e che Ade si sta indebolendo. Il dio recluta così Gaston per eliminare Gold, che potrebbe sopraffarlo facilmente coi suoi poteri di Signore Oscuro, ma Belle, capendo che la questione irrisolta di Gaston è il suo odio per Tremotino e scoprendo come fu ucciso, esorta il marito a non assalirlo, così che Gaston possa passare oltre e stremare ulteriormente Ade. Questi passa al contrattacco, e propone a Belle di ritirare il contratto sul suo bambino se lei farà gareggiare Gold e Gaston e se uno dei due spingerà l’altro nel Fiume delle Anime Perdute, ma la ragazza rigetta l’offerta. Purtroppo, alla fine, è proprio Belle che, per salvare Gold, spinge Gaston nel Fiume delle Anime Perdute; era questo il piano di Ade, ossia sfruttare il rimorso di Belle sull’aver negato la redenzione allo spirito di Gaston per far appassire i fiori e accrescere la sua potenza, e in più, siccome non è stato Gold a finire Gaston, Ade vanta ancora dei diritti sul figlio di Gold e Belle. Nel frattempo, Emma constata con sgomento che si sta avverando il suo recente incubo, in cui lei, Mary Margaret e Uncino venivano attaccati da una belva misteriosa trasportata da una tempesta e sua madre veniva uccisa. Emma, Mary Margaret, Regina e Uncino, dunque, affrontano con coraggio l’animale, ma Biancaneve capisce che si tratta di un licantropo: grazie suo mantello rosso, il lupo ridiventa Ruby.
- Guest star: Wes Brown (Gaston), Greg Germann (Ade), Meghan Ory (Ruby Lucas/Cappuccetto Rosso), Eric Keenleyside (Moe French/Sir Maurice).
- Ascolti USA: telespettatori 3 750 000 – share 18-49 anni 4%[18]

## Le scarpette di Ruby
- Titolo originale: Ruby Slippers
- Diretto da: Eriq La Salle
- Scritto da: Andrew Chambliss e Bill Wolkoff
- Antefatti riguardanti: Cappuccetto Rosso, Mulan e Dorothy Gale

### Trama
Oz, passato. Poco tempo dopo l’avventura a DunBroch con Merida, Cappuccetto Rosso e Mulan raggiungono Oz alla ricerca del branco dei licantropi. Qui conoscono Dorothy, la quale fin da subito ha un complicato approccio con Ruby. Zelena, rinviata a Oz da Regina, rapisce il cagnolino di Dorothy, Toto, per farsi consegnare in cambio le scarpette d’argento e poter ritornare a Storybrooke dalla sua bambina. Ruby e Dorothy, nel corso di una spedizione per raccogliere i papaveri da cui ricavare la polvere magica con cui stordire Zelena, vengono aggredite dalle Scimmie Volanti, e Cappuccetto Rosso è costretta a trasformarsi in lupo mannaro per mettere in salvo se stessa e Dorothy. Scampato il pericolo e tornate all'accampamento, Dorothy sembra allontanarsi da Ruby, la quale, ferita, teme che la ragazza sia rimasta infastidita dalla sua vera natura. .
Oltretomba, presente. Ripresa coscienza dopo la trasformazione, Ruby viene accudita dagli eroi, e spiega di essere atterrata nell’aldilà seguendo, con un Incantesimo di Localizzazione, le tracce di Zelena, responsabile della sparizione di Dorothy. Avvisata da Ade, Zelena sta per utilizzare le scarpette magiche per andarsene dall’Oltretomba e non compromettersi agli occhi di Regina, con la quale si sta riconciliando, ma viene fermata da Emma, Mary Margaret, Regina e Ruby. Zelena svela di aver scagliato su Dorothy l’Incantesimo del Sonno per avere le sue scarpe incantate, ma accetta di prestare le calzature a Ruby, perciò, le donne provano a procurarsi un Bacio del Vero Amore dall’anima della zia di Dorothy, Emily, per salvare la ragazza. Tuttavia, Ade aggredisce la zia Emma con l’acqua del Fiume delle Anime Perdute, chiarendo che chiunque dei defunti ostacolerà lui o Zelena farà la stessa fine ma alla fine riescono a recupera l’ampolla. Colpita da questo gesto la Perfida Strega gli da una possibilità di riavvicinarsi. Nel frattempo Crudelia fa rimuovere, su ordine di Ade, i telefoni dalle cabine di infestazione per impedire ai defunti di contattare le persone amate e in particolare a Biancaneve e al Principe Azzurro di contattare Neal, con questo gesto mira a minare ancora di più la speranza che stava crescendo nell'Oltretomba. Per non lasciare oltre Neal da solo e permettere a Biancaneve di stargli vicino, David e Killian, con l’uncino di quest’ultimo incantato precedentemente da Ade, cancellano il nome di Mary Margaret dalla lapide e lo sostituiscono con quello di David, così che la donna possa avviarsi a Oz con Ruby, e da lì a Storybrooke con le scarpette d’argento. Mary Margaret e Ruby, dunque, vanno a Oz, con l’ampolla della zia Emma e salvano dorothy grazie alla amore della famigliare . Mary Margaret fa ritorno a Storybrooke e si ricongiunge col figlioletto, gli eroi nell'Oltretomba vengono a conoscenza degli sviluppo grazie ad Henry che riporta il tutto nel libro di favole. Parallelamente, Belle si pone sotto l’Incantesimo del Sonno di Zelena per stoppare la gravidanza e non rischiare che Ade possa accelerarla e prendere il suo bambino, mentre Gold dovrà fare il possibile per rompere il contratto e far poi risvegliare Belle con il Bacio del Vero Amore di suo padre Moe, visto che il suo ha perso effetto essendo pieno di oscurità.
- Guest star: Emma Caulfield (Strega Cieca), Jamie Chung (Mulan), Greg Germann (Ade), Meghan Ory (Ruby Lucas/Cappuccetto Rosso), Teri Reeves (Dorothy Gale), Victoria Smurfit (Crudelia De Mon).
- Ascolti USA: telespettatori 3 760 000 – share 18-49 anni 4%[19]

## Sorelle
- Titolo originale: Sisters
- Diretto da: Romeo Tirone
- Scritto da: David H. Goodman e Brigitte Hales
- Antefatti riguardanti: Regina, Zelena e Cora

### Trama
Foresta Incantata, passato. La piccola Regina si sente trascurata dalla madre Cora, perciò, un giorno prova ad usare una sua bacchetta magica per animare una bambola e avere compagnia, ma l’incantesimo le si ritorce contro e crolla a terra priva di sensi. Essendo la bacchetta coperta dalla Magia del Sangue e causa del dolore di Regina, la magia di Cora non può fare molto, quindi ella decide di ricorrere a Zelena, che vive a Oz col suo violento padre. Omettendo della parentela tra le due ragazzine, Cora spinge Zelena a dare prova della bontà dei suoi poteri magici chiedendole di salvare Regina. Zelena riesce facilmente a salvarla e le due bambine legano particolarmente, fin quando Zelena non riesce ad aprire la scatola della bacchetta magica di Cora, chiusa con la Magia del Sangue, e lei e Regina hanno dalla donna la conferma di essere sorelle. Le ragazzine apprendono la notizia con gioia ma Cora, per non mettere a repentaglio il futuro che ha pianificato per sè e Regina, divide le due sorelline e, con una pozione dell'oblio ricavata dalle acque del Fiume Lete, fa scordare a entrambe dell’esistenza dell’altra.
Oltretomba, presente. Durante una cena a lume di candela, Ade confessa a Zelena di voler andare a Storybrooke con lei e intrappolare per l’eternità gli eroi nell’Oltretomba in modo che loro possano vivere tranquilli, la strega, per quanto colpita, resta interdetta. Regina, resasi conto dell’infatuazione di Zelena per il Dio della Morte, non può lasciare che la sorella dia il Bacio del Vero Amore ad Ade e riaccenda il suo cuore, quindi, con la complicità di Uncino, libera Cora dalla sua punizione. Regina e Cora, con le acque del Lete, intendono somministrare a Zelena una pozione che le farà dimenticare del suo amore per Ade, ma la Perfida Strega non si fa abbindolare e ne scaturisce un aspro litigio tra le due sorelle. In pena per averle separate, Cora rende loro i ricordi che condivisero da piccole, e, grazie a un commovente discorso, le fa riappacificare con la promessa di sostenersi sempre a vicenda. Era questa la sua questione irrisolta, e avendo agito finalmente per il bene delle sue figlie, Cora ottiene il perdono e raggiunge il marito in un Posto Migliore. Nel frattempo, il vendicativo James rapisce il gemello David e si fa passare per lui con Emma; James e Crudelia prendono in ostaggio Emma e Robin per rapire la figlia di Zelena e usarla come scambio per spingere Ade a riportarli in vita così da abbandonare l’Oltretomba, ma David e Uncino capovolgono la situazione, e nell’alterco tra i fratelli, David getta James nel Fiume delle Anime Perdute. Nel mentre, Zelena, spronata da Regina, sta per dirigersi a un appuntamento con Ade, ma viene rapita da Gold e Peter Pan.
- Guest star: Greg Germann (Ade), Barbara Hershey (Cora/Regina di Cuori), Robbie Kay (Malcolm/Peter Pan/Pifferaio Magico), Tony Perez (Principe Henry), Victoria Smurfit (Crudelia De Mon), Ava Acres (Regina da giovane), Isabella Blake-Thomas (Zelena da giovane), Josh Dallas (James).
- Altri interpreti: Adrian Hough (taglialegna), Romuald Hivert (guardia dell'Oltretomba).
- Ascolti USA: telespettatori 3 850 000 – share 18-49 anni 4%[20]
- Nota: l'episodio è dedicato alla memoria di Scott Nimerfro, sceneggiatore e produttore televisivo deceduto il 17 aprile 2016.

## Il vero amore
- Titolo originale: Firebird
- Diretto da: Ron Underwood
- Scritto da: Jane Espenson
- Antefatti riguardanti: Emma Swan e Cleo Fox

### Trama
Maine, 2009. La 26enne Emma visita il ristorante che si trova lungo la strada sulla quale è stata trovata in fasce per cercare informazioni circa le sue origini, ma una risoluta cacciatrice di taglie, Cleo Fox, la segue per riportarla in Arizona ed arrestarla per una serie di piccoli furti. Nonostante i motivi dell'incontro fra le due non siano dei migliori Cleo accetta, prima di farla arrestare, di accompagnare Emma al tribunale della contea di Hancock per consultare i file sulla ragazza, ma purtroppo nei file non c'è niente che possa aiutare Emma a capire da dove viene. Nella notte, tuttavia, Emma disubbidisce ai consigli di Cleo di dominare le proprie emozioni e darsi pace, e s’infiltra negli archivi del tribunale sperando di scoprire qualcosa in più, ma Cleo la rintraccia e le due devono scappare dalla polizia. Cleo, trafitta da una scheggia di vetro della finestra da cui sono fuggite, prima di morire, confessa ad Emma di averla voluta aiutare per riscattarsi dall’abbandono di sua figlia Tasha. Un anno dopo, a Boston, Emma ha seguito le orme di Cleo diventando una cacciatrice di taglie e soprattutto una donna forte e tenace che riesce a controllare le sue emozioni. Trova Tasha e le porta un fascicolo con le informazioni sulla sua madre biologica, spiegandole anche della morte della madre. Nel negozio dove lavora Tasha, Emma acquista la sua giacca di pelle rossa, simile a quella di Cleo: la stessa giacca che sarà il suo tratto distintivo e che rappresenterà la sua “armatura”.
Oltretomba, presente. Ade si chiede aiuto agli eroi per salvare Zelena da Gold e Pan, in cambio della cancellazione dei loro nomi dalle lapidi e dell’apertura di un portale per Storybrooke. Per liberare Zelena, Ade strappa il contratto sul nascituro di Gold e Belle, ma Pan non soddisfatto dalla piega degli eventi, per poter rivivere, sta per strappare il cuore di Zelena, ma con la magia di Emma, la Perfida Strega viene tratta in salvo; colpita dal gesto di Ade, Zelena gli dà il Bacio del Vero Amore, permettendo al suo cuore di battere di nuovo e ponendo fine al suo esilio dall’Oltretomba. Tutto questo causa un terremoto nell'Oltretomba e l'apertura di un portale per Storybrooke, che si chiuderà dopo poche ore. Finalmente gli eroi sono liberi, Regina separa il cuore di Emma per darne una metà a Uncino e permettergli di tornare in vita, ma il procedimento fallisce perché l’anima di Uncino è stata nell’Oltretomba troppo a lungo e il suo corpo in superficie si sta decomponendo. Ade svela agli eroi che l’unico modo per salvare Killian è fargli mangiare dell’Ambrosia, il sacro cibo degli Dei, come fece Orfeo con Euridice nella nota leggenda; svela inoltre che la pianta di Ambrosia è ubicata al di sotto della Storybrooke infernale, ma per averla, Emma dovrà dare prova del suo Vero Amore per Uncino mettendo sotto giudizio il suo cuore. Emma porta a termine la missione, dando prova del Vero Amore tra lei e Killian, ma i due trovano l’albero d’Ambrosia tagliato e morto. Nel mentre Regina, David, Henry e Robin prima di tornare a casa stanno aiutando le anime dell'Oltretomba a risolvere le loro questioni in sospeso grazie al potere dell'Autore di Henry, ma vengono attaccati da Crudelia, che vuole vendetta per James e per non essere stata riportata in vita da Henry, e dalla Strega Cieca, che vuole punire Regina per averla uccisa. Le due, nuove regine dell'Oltretomba, inoltre svelano loro la verità: Ade li ha ingannati per fargli perdere tempo e imprigionarli nell'Oltretomba per tornare a Storybrooke solo con Zelena e prendere il controllo della città. In un ultimo e straziante saluto, Uncino, ormai rassegnato alla morte, si separa da Emma e si fa promettere dall’amata di non chiudersi più nella sua armatura che la tiene lontana da chi le vuole bene. Al cimitero infernale Ade convince Zelena ad attraversare il portale per Storybrooke con lui e la sua bambina, assicurandole che Regina e gli altri stanno bene e stanno arrivando. Gold nel frattempo, ha bisogno di un modo per trasportare l'addormentata Belle e Pan gli offre il suo Vaso di Pandora ma a condizione che Gold gli consegni il cuore di uno dei viventi per poter tornare in vita: il Signore Oscuro, quindi, strappa apparentemente il cuore di Robin dal suo petto per consegnarlo a Pan, ma in realtà, l’uomo gli pianta nel corpo un cuore finto pieno dell'acqua del Fiume delle Anime Perdute, annientando definitivamente il padre, quindi torna a Storybrooke con la moglie protetta nel Vaso di Pandora. Emma e Regina, con i rispettivi poteri, squarciano l’incantesimo della Strega Cieca e assieme a David, Robin e Henry varcano giusto in tempo il portale che le riporta a Storybrooke.
- Guest star: Emma Caulfield (Strega Cieca), Greg Germann (Ade), Geoff Gustafson (Svicolo), Robbie Kay (Malcolm/Peter Pan/Pifferaio Magico), Rya Kihlstedt (Cleo Fox), Victoria Smurfit (Crudelia De Mon), Max Chadburn (Tasha Morris).
- Altri interpreti: Anthony F. Ingram (commesso), Browen Smith (cassiere).
- Ascolti USA: telespettatori 3 770 000 – share 18-49 anni 4%[21]

## Gli ultimi riti
- Titolo originale: Last Rites
- Diretto da: Craig Powell
- Scritto da: Jerome Schwartz
- Eventi riguardanti: Regina e Zelena Mills, Robin Hood e Ade, e Capitan Uncino e Re Artù
- Nota: l’episodio è interamente ambientato nel presente, e le azioni tra Storybrooke e l’Oltretomba sono contemporanee.

### Trama
Presente. A Storybrooke, l’ignara Zelena viene messa in guarda da Regina e Robin sulle bugie di Ade, ma la donna, credendo che la sorella non voglia un lieto fine per lei, non dà loro ascolto, e impone un Incantesimo di Protezione sul municipio per difendere se stessa, Ade e la bambina. Ade, intanto, uccide il fuggitivo Artù, che arriva dunque nell’Oltretomba, e viene convinto ad allearsi con Uncino per sconfiggere il Dio della Morte e poter ottenere il perdono per un Posto Migliore grazie a delle informazioni ricevute da Crudelia e la strega cieca Uncino e Artù, nel covo di Ade, trovano le pagine strappate da Liam sulla storia del dio, grazie a queste scoprono che l'unico modo per uccidere una divinità è di pugnalarla con il Cristallo dell’Olimpo, una potentissima arma contenente la folgore di Zeus, che ha la capacità di annientare l’anima di chi viene colpito da esso, senza né Oltretomba, né passaggi ultraterreni. L'arma è ora nelle mani di Ade, il quale progetta di utilizzarlo sugli abitanti di Storybrooke e regnare sul mondo dei vivi con Zelena. Uncino, aiutato da Artù, riesce a ritrovare l'equivalente dell’Oltretomba di C’era una volta e lo completa inserendo le pagine relative ad Ade, le stesse spuntano anche nell’originale libro di Storybrooke, e vengono trovate da Emma. Mentre Emma e Zelena si fronteggiano, Regina e Robin, tramite un passaggio sotterraneo, riescono ad infiltrarsi nel municipio per riprendersi la figlioletta di lui, ma Ade li coglie di sorpresa e sta per colpire Regina col riattivato Cristallo dell’Olimpo, ma Robin si frappone e si sacrifica per lei, venendo annientato dal Cristallo. Zelena sopraggiunge un attimo dopo, e Ade tenta di metterla contro Regina, ma, realizzando che il dio le ha sempre mentito e che a lui non potrà mai bastare il suo amore rispetto al potere, Zelena sceglie di salvare sua sorella e lo trapassa con il Cristallo dell’Olimpo, che si riduce in cenere insieme al corpo di Ade. Viene celebrato il funerale di Robin, durante il quale Zelena comunica alla distrutta Regina di aver deciso di chiamare sua figlia Robin, in onore del suo eroico padre. Contemporaneamente, nell’Oltretomba, Uncino e Artù, avendo aiutato gli eroi a sconfiggere Ade, possono passare oltre, ma Artù decide di rimanere indietro perché ha capito che il regno spezzato che avrebbe dovuto governare, secondo la profezia di Merlino, non è Camelot, bensì l’Oltretomba. Killian si addentra nel bagliore di luce, e qui incontra Zeus che lo ringrazia per aver sventato gli orridi piani del fratello Ade e lo premia consentendogli di poter ritornare in vita. Mentre Emma è sulla tomba di Robin, Killian compare dietro di lei e i due innamorati possono finalmente riabbracciarsi. Intanto, Moe, padre di Belle, non vuole risvegliare la figlia dall’Incantesimo del Sonno per non farla soffrire ancora a causa di Gold, che intanto recupera, dai suoi resti, un frammento del Cristallo dell’Olimpo.
- Guest star: Lee Arenberg (Leroy/Brontolo), Emma Caulfield (Strega Cieca), Beverley Elliott (vedova "Granny" Lucas/Nonna), Liam Garrigan (Re Artù), Greg Germann (Ade), Amy Manson (Merida), Victoria Smurfit (Crudelia De Mon), David Hoflin (Zeus), Eric Keenleyside (Moe French/Sir Maurice), Faustino Di Bauda (Walter/Pisolo).
- Ascolti USA: telespettatori 3 750 000 – share 18-49 anni 4%[22]

## Solo tu
- Titolo originale: Only You
- Diretto da: Romeo Tirone
- Scritto da: David H. Goodman e Andrew Chambliss
- Eventi riguardanti: Henry Mills e Violet
- Nota: l’episodio è interamente ambientato nel presente

### Trama
Storybrooke, presente. Regina è devastata dalla morte di Robin, e viene confortata dai suoi amici e da Zelena, a sua volta addolorata per Ade. Gold, con il pezzo del Cristallo dell’Olimpo, incatena tutta la magia di Storybrooke in esso per poter risvegliare Belle, e Henry, dinanzi all’ennesimo litigio tra Emma e Regina, dipeso dalla rabbia di Regina per il fatto che Uncino sia sopravvissuto e Robin no, giunge alla conclusione che la magia non abbia fatto altro che portare sofferenza e lutti nella sua famiglia e negli altri abitanti, così, col suo potere di Autore, ruba il Cristallo dell’Olimpo da Gold, e, accompagnato da Violet, si reca a New York per distruggere la magia una volta e per sempre. Gold avvisa gli eroi che è intenzionato a recuperare il frammento del Cristallo ad ogni costo e che se la magia verrà distrutta anche Storybrooke e i suoi abitanti verrebbero distrutti. Emma e Regina partono seduta stante per intercettare Henry e Violet prima che lo faccia Gold, e nel frattempo, Zelena, con la Bacchetta dell’Apprendista, apre un portale per far ritornare Merida e la gente di Camelot a casa, e l’Allegra Brigata nella Foresta di Sherwood per crescere lì il piccolo Roland, che consegna a Zelena un regalo per Regina, la piuma di una delle frecce del papà. L'instabilità della magia che è stata racchiusa nel Cristallo dell’Olimpo, però, manda in tilt il portale, che risucchia Mary Margaret, David, Uncino e Zelena portandoli in una landa sconosciuta.
New York, presente. Emma e Regina scoprono che la potenza emanata dal Cristallo dell’Olimpo è tale da portare la loro magia anche al di fuori di Storybrooke. Intanto, Henry e Violet, recuperano le ricerche di Neal, che quando era in vita stava cercando il modo di eliminare la magia e aveva raccontato la cosa ad Henry. Tramite le informazioni lasciate dal padre, Henry e Violet si recano nella biblioteca centrale dove trovano numerosi libri di favole, identici nella forma al C’era una volta di Henry, ma diversi nei contenuti, che narrano di storie e personaggi mai sentiti prima d’ora; ma non trovano niente che possa aiutarli. Quando stanno per andare via però, Violet scorge quello che sembra essere il gemello oscuro del Santo Graal, e arrivano alla conclusione che, se il Santo Graal è stato alla base della nascita della magia, allora questo potrà sancirne la fine. Intanto Regina ed Emma arrivano nell'ex appartamento di Neal e tramite le ricerche fatte da Henry col portatile del padre capiscono dove sono andati i ragazzi. Nell'appartamento inoltre Regina trova una lettera che Robin scrisse per lei quando si era trasferito lì con la finta Marian e dopo averla letta, si sfoga con Emma, confidandole di sentirsi costantemente in una lotta interiore tra la sua parte buona e l’oscurità, e che, qualche volta, ha paura che la Regina Cattiva possa prendere il sopravvento. Le due donne corrono quindi da Henry e Violet, ma arrivano tardi, infatti i ragazzi sono stati attaccati da Gold e derubati del Cristallo dell’Olimpo, con cui l’uomo sottrae i poteri a Emma e Regina. Al sicuro in una stanza d’albergo, Gold si appresta ad usare tutta la magia accumulata per risvegliare Belle con il cristallo, ma, d’un tratto, un varco magico si apre e risucchia il Vaso di Pandora racchiudente Belle.
Terra delle Storie Mai Raccontate, presente. Mary Margaret, David, Uncino e Zelena, trasportati nella cosiddetta “Terra delle Storie Mai Raccontate”, vengono fatti prigionieri dal Guardiano, cioè Mr. Hyde, il quale suppone che i quattro siano dei portavoce del Signore Oscuro. La controparte di Hyde, il Dottor Jekyll, per avere in cambio dal quartetto una vita propria a Storybrooke, ricompone la Bacchetta dell’Apprendista, spaccatasi nel viaggio nel portale, ma Poole, l’assistente del Guardiano, lo scopre e gli somministra a forza una miscela che lo rende di nuovo l’impenetrabile Mr. Hyde. Con la bacchetta magica, Hyde apre il varco dal quale cade tra le sue mani il Vaso di Pandora, così da avere il Signore Oscuro in pugno.
- Guest star: Lee Arenberg (Leroy/Brontolo), Beverley Elliott (vedova "Granny" Lucas/Nonna), Hank Harris (Nathaniel/Giardiniere/Dottor Jekyll), Amy Manson (Merida), Sam Witwer (Jacob/Guardiano/Signor Hyde), Arnold Pinnock (Domestico/Poole), Olivia Steele Falconer (Violet).
- Ascolti USA: telespettatori 4 070 000 – share 18-49 anni 4%[23]

## Una storia mai raccontata
- Titolo originale: An Untold Story
- Diretto da: Dean White
- Scritto da: Edward Kitsis e Adam Horowitz
- Eventi riguardanti: Emma Swan e Regina e Henry Mills
- Nota: l’episodio è interamente ambientato nel presente, e le azioni tra New York e la Terra delle Storie Mai Raccontate sono contemporanee.

### Trama
Terra delle Storie Mai Raccontate, presente. Mary Margaret, David, Uncino e Zelena vengono liberati da Jekyll, che prepara intanto una pozione che lo possa scindere da Hyde e spiega loro che in questo momento si trovano nella Terra delle Storie Mai Raccontate, un posto in cui i personaggi delle favole si sono rifugiati per sfuggire al loro destino ed evitare che questi si compisse. Poole li raggiunge e costringe Jekyll a prendere il siero, Dr. Jekyll e Mr Hyde si scindono e il quintetto scappa, ma si ritrova in un vicolo cieco, quando d'improvviso iniziano a piovere monetine.
New York, presente. Emma e Regina cercano di sottrarre il Cristallo dell’Olimpo a Gold, ma Henry annulla la magia racchiusa nell’oggetto con il Santo Graal Oscuro, e Emma, Regina e Gold vengono privati dei loro poteri. Per fortuna Gold aveva mentito su Storybrooke, prosperata per 28 anni anche senza magia, non corre alcun tipo di pericolo, ma sarà un’impresa ardua salvare Mary Margaret, David, Uncino e Zelena dalla Terra delle Storie Mai Raccontate senza la magia per aprire portali. I cinque, quindi, vanno a trovare il Dragone, miracolosamente sopravvissuto all’attacco mortale di Tamara. Il guaritore segnala loro che la magia nel mondo reale, seppur molto debole, è nell’aria, e spetta a Henry, in qualità di Vero Credente, risvegliare la fede nelle persone, così il ragazzo, con un appassionato discorso, sprona i passanti di New York a credere nell'esistenza della magia e ad aiutarlo a salvare la sua famiglia lanciando nella Fontana di Bethesda delle monetine esprimendo dei desideri. Grazie ai desideri e alla fede di tutti la magia nel Cristallo viene ripristinata, e, simultaneamente, si spalanca un portale dalla Terra delle Storie Mai Raccontate, grazie al quale tornano Mary Margaret, David, Uncino, Zelena e Jekyll. Gold, deciso a recuperare Belle, oltrepassa il portale per arrivare nella Terra delle Storie Mai Raccontate e stringe un patto con Mr. Hyde per riavere il Vaso di Pandora. Regina, decisa a liberarsi della sua parte malvagia che la fa soffrire, si inietta una dose del siero del Dottor Jekyll: Regina e la Regina Cattiva, quindi, si dividono e Regina strappa e sbriciola il cuore della sua controparte maligna, cancellandola dalla terra e dalla sua vita per sempre.
Storybrooke, presente. Gli eroi possono finalmente vivere in tranquillità: Jekyll si abitua alla sua nuova vita; Emma e Uncino portano avanti la loro relazione; il padre di Violet, Sir Morgan, si rivela originario del Connecticut, da cui la decisione dell’uomo di restare volentieri a Storybrooke con la figlia, che può frequentarsi con Henry; e Regina sprigiona la magia dal Cristallo dell’Olimpo, restituendola alla città. All’improvviso, però, si presenta Hyde, che, in cambio delle informazioni date a Gold su come risvegliare Belle dall’Incantesimo del Sonno, è ora il nuovo padrone di Storybrooke, e ricorda a Regina che non è tanto facile eliminare la propria oscurità: infatti, all’insaputa di tutti, la Regina Cattiva è sopravvissuta ed è determinata a muovere guerra contro Regina e i suoi amici.
- Guest star: Hank Harris (Nathaniel/Giardiniere/Dottor Jekyll), Tzi Ma (Dragone), Sam Witwer (Jacob/Guardiano/Signor Hyde), Arnold Pinnock (Domestico/Poole), Olivia Steele Falconer (Violet).
- Ascolti USA: telespettatori 4 070 000 – share 18-49 anni 4%[23]